# 日本辛夷
日本辛夷（学名：Magnolia kobus，又名日本玉兰）属於木兰科木兰属，是一种原产於日本的玉兰，落叶小乔木，生长率低，但株高可达7.6公尺，树干直径可达10.7公尺。1920年代引种至中国青岛。

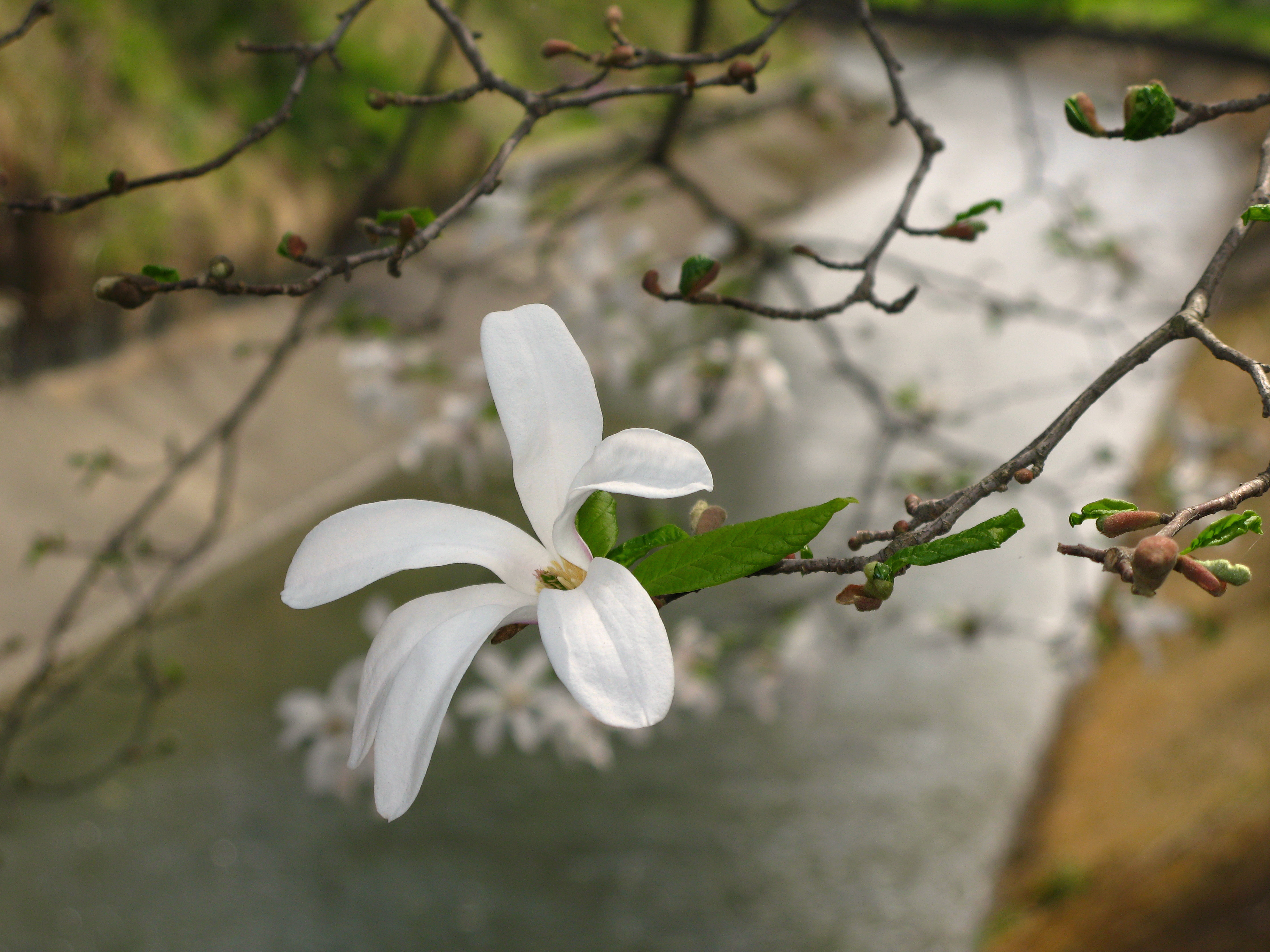
摄於日本關東地方